# Bartholomäus Hoeneke
Bartholomäus Hoeneke (14. század) német krónikaszerző, a Német Lovagrend papja.

## Élete
A 14. században élt, feltehetőleg községi bíró volt a mai észt Järvamaa megye területén található Paidében (német neve: Weißenstein). A Német Lovagrend nagymesterének káptalani tisztét is betöltötte. 1340-es évek végén írta meg a Livóniai Verses Krónika későbbi változatát, amely az észt és a livóniai eseményeket dolgozta fel 1315 és 1384 közt. A munka alnémet nyelven íródott, s a krónika korábbi, a Német Lovagrend 1190 és 1290 közti tetteit feldolgozó változata folytatásának tekinthető. A munka eredeti változata elveszett, prózában összefoglalta tartalmát a 16. században élt brémai krónikás Johann Renner, ez az összefoglaló maradt fenn. A krónika többek közt a Nagy észt felkelés eseményeit is leírja.

## Fordítás
- Ez a szócikk részben vagy egészben  a   Bartholomäus Hoeneke című német Wikipédia-szócikk ezen változatának fordításán alapul.  Az eredeti cikk szerkesztőit annak laptörténete sorolja fel. Ez a jelzés csupán a megfogalmazás eredetét és a szerzői jogokat jelzi, nem szolgál a cikkben szereplő információk forrásmegjelöléseként.